# Phrynopus adenobrachius
Phrynopus adenobrachius là một loài ếch trong họ Leptodactylidae. Chúng là loài đặc hữu của Colombia.
Các môi trường sống tự nhiên của chúng là vùng cây bụi nhiệt đới hoặc cận nhiệt đới vùng đất cao, đồng cỏ ở cao nhiệt đới hoặc cận nhiệt đới, đất canh tác, vùng đồng cỏ, và các đồn điền. Loài này đang bị đe dọa do mất môi trường sống.